# Coppa delle Coppe 1990-1991 (hockey su pista)
La Coppa delle Coppe 1990-1991 è stata la 15ª edizione dell'omonima competizione europea di hockey su pista riservata alle squadre di club. Il torneo ha avuto inizio il 6 aprile e si è concluso l'8 giugno 1991. Il titolo è stato conquistato dai portoghesi dello Sporting CP per la terza volta nella loro storia sconfiggendo in finale gli italiani del Novara. In quanto squadra vincitrice, lo Sporting CP ha ottenuto anche il diritto di partecipare alla Supercoppa d'Europa.

## Squadre partecipanti
| Nazione        | Club           | Città     | Qualificazione                                 |
| -------------- | -------------- | --------- | ---------------------------------------------- |
| Francia        | Gazinet-Cestas | Cestas    | 3º in Nationale 1 1990-1991                    |
| Germania Ovest | Cronenberg     | Wuppertal | Detentore della Coppa di Germania Ovest 1990   |
| Italia         | Novara         | Novara    | Finalista della Coppa Italia 1989-1990         |
| Paesi Bassi    | Marathon       | L'Aia     | 2º in 1ª Klasse 1990                           |
| Portogallo     | Sporting CP    | Lisbona   | Finalista della Coppa del Portogallo 1989-1990 |
| Spagna         | Dominicos      | La Coruña | Detentore della Coppa del Re 1990              |
| Svizzera       | Ginevra        | Ginevra   | Detentore della Coppa di Svizzera 1990         |

## Risultati

### Quarti di finale
| Squadra 1 | Totale | Squadra 2   | Andata | Ritorno |
| --------- | ------ | ----------- | ------ | ------- |
| Dominicos | 7 - 8  | Novara      | 2 - 2  | 5 - 6   |
| Ginevra   | 8 - 9  | Cronenberg  | 7 - 1  | 1 - 8   |
| Marathon  | 6 - 13 | Sporting CP | 4 - 6  | 2 - 7   |

### Semifinali
| Squadra 1   | Totale | Squadra 2      | Andata | Ritorno |
| ----------- | ------ | -------------- | ------ | ------- |
| Cronenberg  | 6 - 28 | Novara         | 5 - 7  | 1 - 21  |
| Sporting CP | 12 - 5 | Gazinet-Cestas | 6 - 4  | 6 - 1   |

### Finale
| Squadra 1 | Totale | Squadra 2   | Andata | Ritorno |
| --------- | ------ | ----------- | ------ | ------- |
| Novara    | 8 - 12 | Sporting CP | 6 - 7  | 2 - 5   |

#### Andata
| Novara 25 maggio 1991 | Novara | 6 – 7 | Sporting CP | Palasport Dal Lago |

#### Ritorno
| Lisbona 8 giugno 1991 | Sporting CP | 5 – 2 | Novara |  |